# Кривськ (Псковська область)
Кривськ (рос. Кривск) — присілок в Печорському районі Псковської області Російської Федерації.
Населення становить 65 осіб. Входить до складу муніципального утворення Крупська волость.

## Історія
Від 2015 року входить до складу муніципального утворення Крупська волость.

## Населення
| 2001 | 2002 | 2010 |
| ---- | ---- | ---- |
| 57   | ↘56  | ↗65  |